# Podbijarka torowa

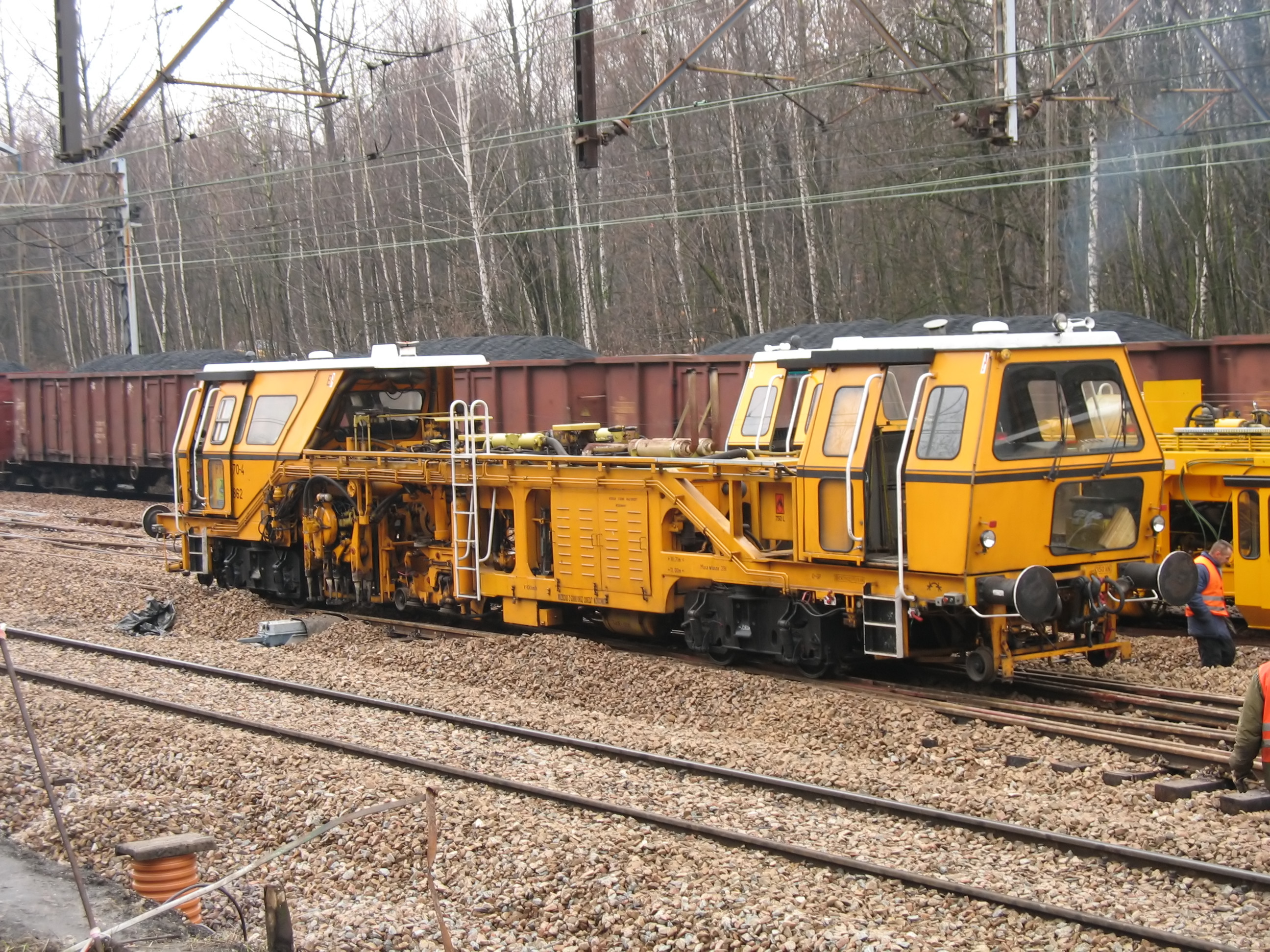
Podbijarka torowa

Podbijarka torowa - samojezdna maszyna wyrównująca przebieg i płaszczyznę toru kolejowego. W trakcie podbijania, tor (szyny z podkładami) ustawiany jest w planie i w profilu przez agregat podnosząco-nasuwający wyposażony w kleszcze i haki, a następnie pod podkładem zagęszczany jest tłuczeń, w wyniku działającej asynchronicznie siły zwierania wywołanej siłownikami hydraulicznymi oraz wibracji (35 Hz), przenoszonej na tłuczeń przez agregat podbijający za pomocą podbijaków.